# Episodi di Stingray
La prima stagione della serie televisiva Stingray, composta da 39 episodi, è stata trasmessa nel Regno Unito, da ITV, dal 4 ottobre 1964 al 27 giugno 1965.
In Italia è stata trasmessa da Rai 1 dal 28 gennaio 1974 e dalle televisioni locali dal 1980.
| nº | Titolo originale           | Titolo italiano                 | Prima TV Regno Unito | Prima TV Italia |
| -- | -------------------------- | ------------------------------- | -------------------- | --------------- |
| 1  | Stingray                   | Stingray                        | 4 ottobre 1964       | 28 gennaio 1974 |
| 2  | Emergency Marineville      | Allarme a Marineville           | 11 ottobre 1964      |                 |
| 3  | The Ghost Ship             | La nave fantasma                | 18 ottobre 1964      |                 |
| 4  | Subterranean Sea           |                                 | 25 ottobre 1964      |                 |
| 5  | Loch Ness Monster          | Il mostro di Loch Ness          | 1º novembre 1964     |                 |
| 6  | Set Sail for Adventure     |                                 | 8 novembre 1964      |                 |
| 7  | The Man from the Navy      |                                 | 15 novembre 1964     |                 |
| 8  | An Echo of Danger          | Un piano pazzesco               | 22 novembre 1964     |                 |
| 9  | Raptures of The Deep       | Ebbrezza di profondità          | 29 novembre 1964     |                 |
| 10 | Titans goes Pop            | Titano si da' alla musica pop   | 6 dicembre 1964      |                 |
| 11 | In Search of the Tajmanon  | Alla ricerca del Tajmanon       | 13 dicembre 1964     |                 |
| 12 | A Christmas to Remember    |                                 | 20 dicembre 1964     |                 |
| 13 | Tune of Danger             | Concerto subacqueo              | 27 dicembre 1964     |                 |
| 14 | The Ghost of the Sea       | Il fantasma del mare            | 3 gennaio 1965       |                 |
| 15 | Rescue from the Skies      |                                 | 10 gennaio 1965      |                 |
| 16 | The Lighthouse Dwellers    | Un sole subacqueo               | 17 gennaio 1965      |                 |
| 17 | The Big Gun                | L'abisso nell'abisso            | 24 gennaio 1965      |                 |
| 18 | The Cool Cave Man          |                                 | 31 gennaio 1965      |                 |
| 19 | Deep Heat                  |                                 | 7 febbraio 1965      |                 |
| 20 | Star of the East           |                                 | 14 febbraio 1965     |                 |
| 21 | Invisible Enemy            |                                 | 21 febbraio 1965     |                 |
| 22 | Tom Thumb Tempest          | Incubo di vetro                 | 28 febbraio 1965     |                 |
| 23 | Eastern Eclipse            |                                 | 7 marzo 1965         |                 |
| 24 | Treasure Down Below        | Il tesoro nascosto              | 14 marzo 1965        |                 |
| 25 | Stand by for Action        | Ciak si gira                    | 21 marzo 1965        |                 |
| 26 | Pink Ice                   |                                 | 28 marzo 1965        |                 |
| 27 | The Disappearing Ships     | I nomadi del mare               | 4 aprile 1965        |                 |
| 28 | Secret of the Giant Oyster | Il segreto dell'ostrica gigante | 11 aprile 1965       |                 |
| 29 | The Invaders               | Gli invasori                    | 18 aprile 1965       |                 |
| 30 | A Nut for Marineville      | Nemico invincibile              | 25 aprile 1965       |                 |
| 31 | Trapped in the Depths      |                                 | 2 maggio 1965        |                 |
| 32 | Count Down                 | Conto alla rovescia             | 9 maggio 1965        |                 |
| 33 | Sea of Oil                 | Mare di petrolio                | 16 maggio 1965       |                 |
| 34 | Plant of Doom              | Fiori di morte                  | 23 maggio 1965       |                 |
| 35 | The Master Plan            |                                 | 30 maggio 1965       |                 |
| 36 | The Golden Sea             | Richiamo mortale                | 6 giugno 1965        |                 |
| 37 | Hostages of the Deep       | Prigionieri degli abissi        | 13 giugno 1965       |                 |
| 38 | Marineville Traitor        | Il traditore di Marineville     | 20 giugno 1965       |                 |
| 39 | Aquanaut of the Year       | Acquanauta dell'anno            | 27 giugno 1965       |                 |

## Episodi speciali
| nº | Titolo originale                | Titolo italiano | Prima TV Regno Unito | Prima TV Italia |
| -- | ------------------------------- | --------------- | -------------------- | --------------- |
| 1  | Stingray (Feature Presentation) |                 | inedito              | inedito         |
| 2  | The Reunion Party               |                 | 2 gennaio 2008       | inedito         |

## Film
Tra il 1980 e il 1981 vennero creati due film che riproducevano alcuni episodi della serie.
| nº | Titolo originale                  | Titolo italiano | Episodi originali                                                           | Episodi italiano | Anno | Durata |
| -- | --------------------------------- | --------------- | --------------------------------------------------------------------------- | ---------------- | ---- | ------ |
| 1  | The Incredible Voyage of Stingray |                 | "Stingray", "Plant of Doom", "Count Down", "The Master Plan"                |                  | 1980 | 94'min |
| 2  | Invaders from the Deep            |                 | "Hostages of the Deep", "Emergency Marineville", "The Big Gun", "Deep Heat" |                  | 1981 | 92'min |